# Distichostemon
Distichostemon es un género con ocho especies de plantas de flores perteneciente a la familia Sapindaceae. 

## Especies seleccionadas
- Distichostemon arnhemicus
- Distichostemon barklyanus
- Distichostemon dodecandrus
- Distichostemon filamentosus
- Distichostemon hispidulum
- Distichostemon hispidulus
- Distichostemon malvaceus
- Distichostemon phyllopterus